# Viburnum garrettii
Viburnum garrettii är en desmeknoppsväxtart som beskrevs av William Grant Craib. Viburnum garrettii ingår i släktet olvonsläktet, och familjen desmeknoppsväxter. Inga underarter finns listade i Catalogue of Life.